# ليو فون كلينزه

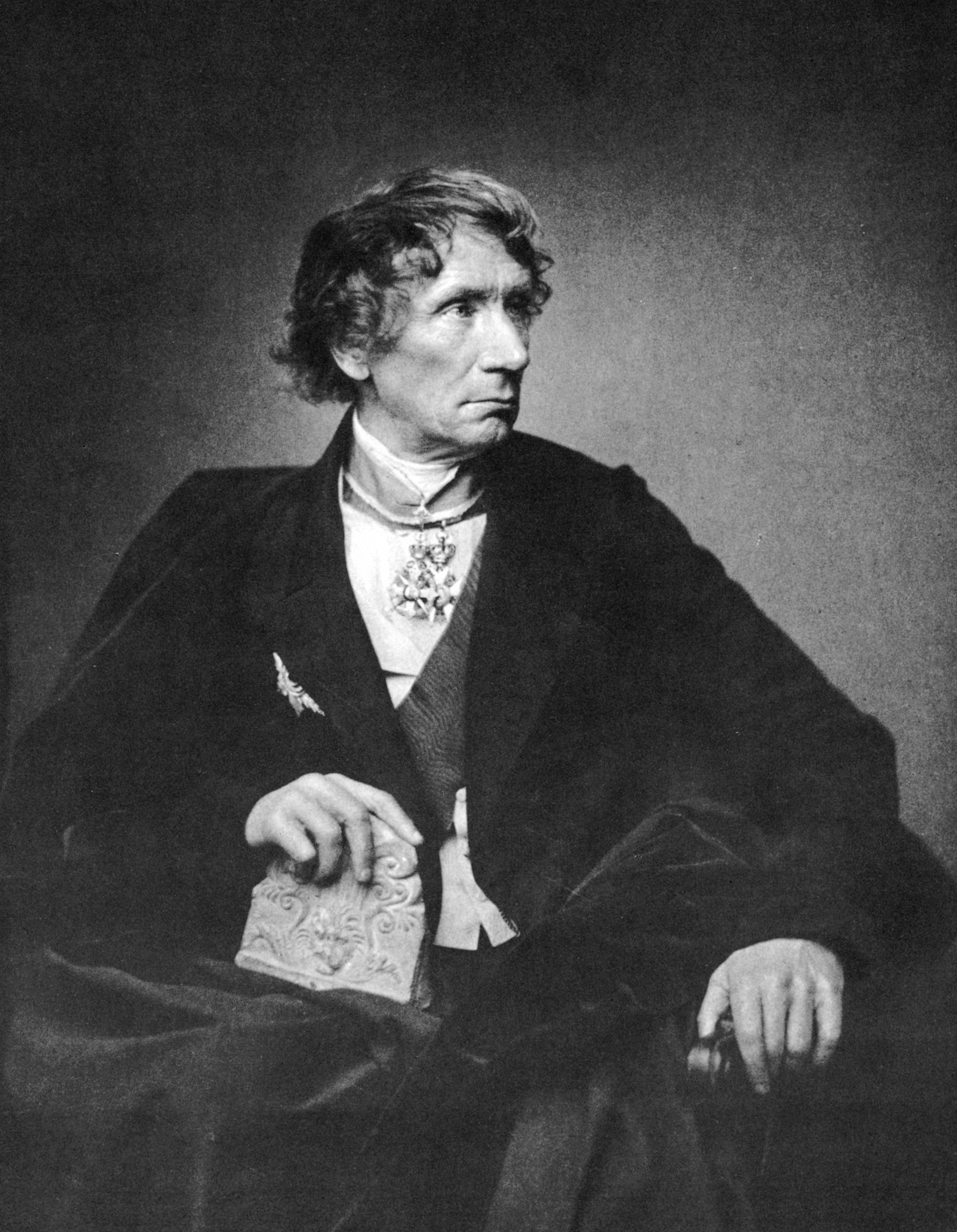
ليو فون كلينزه (1856)

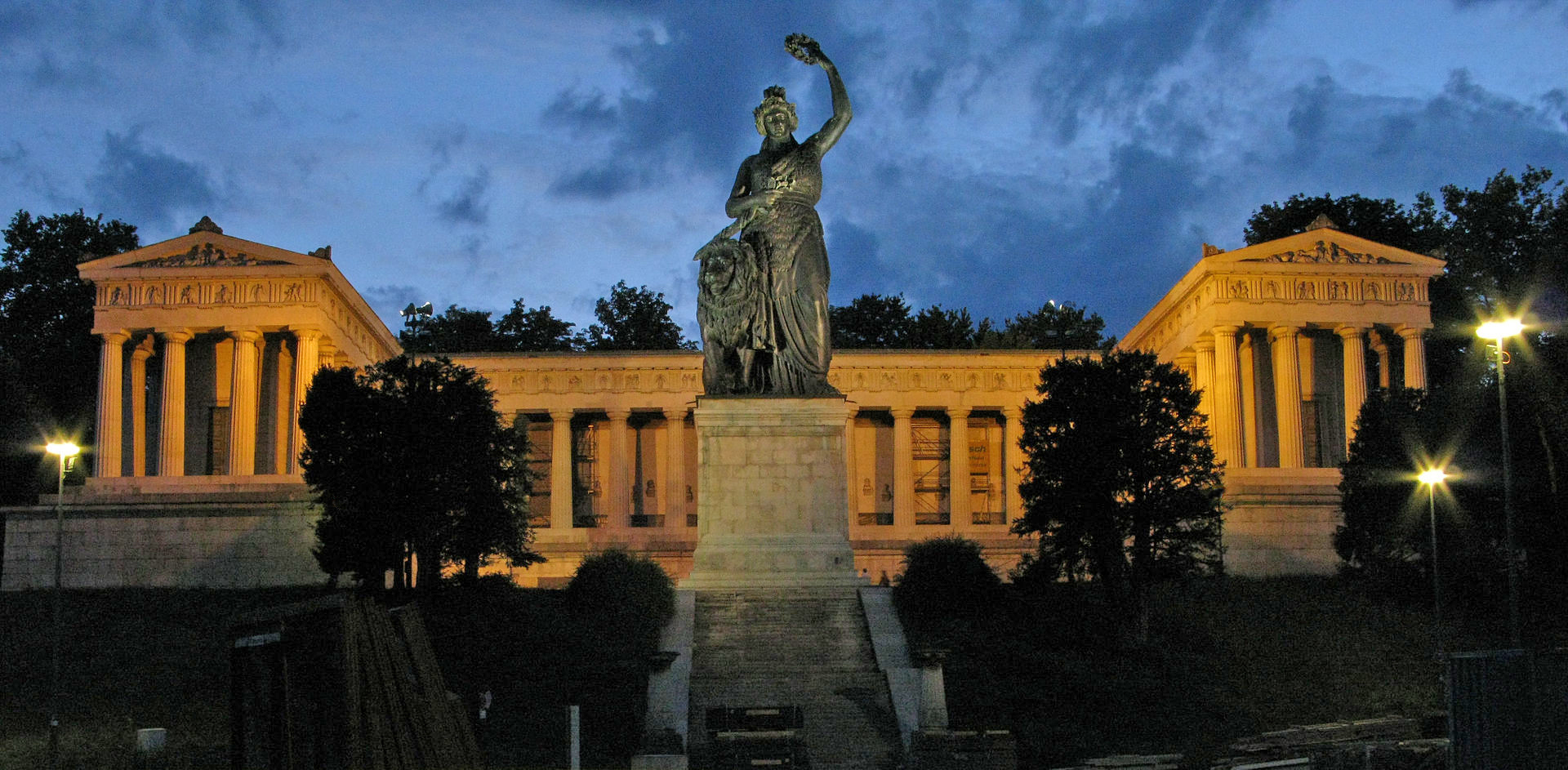
رومشال في ميونخ

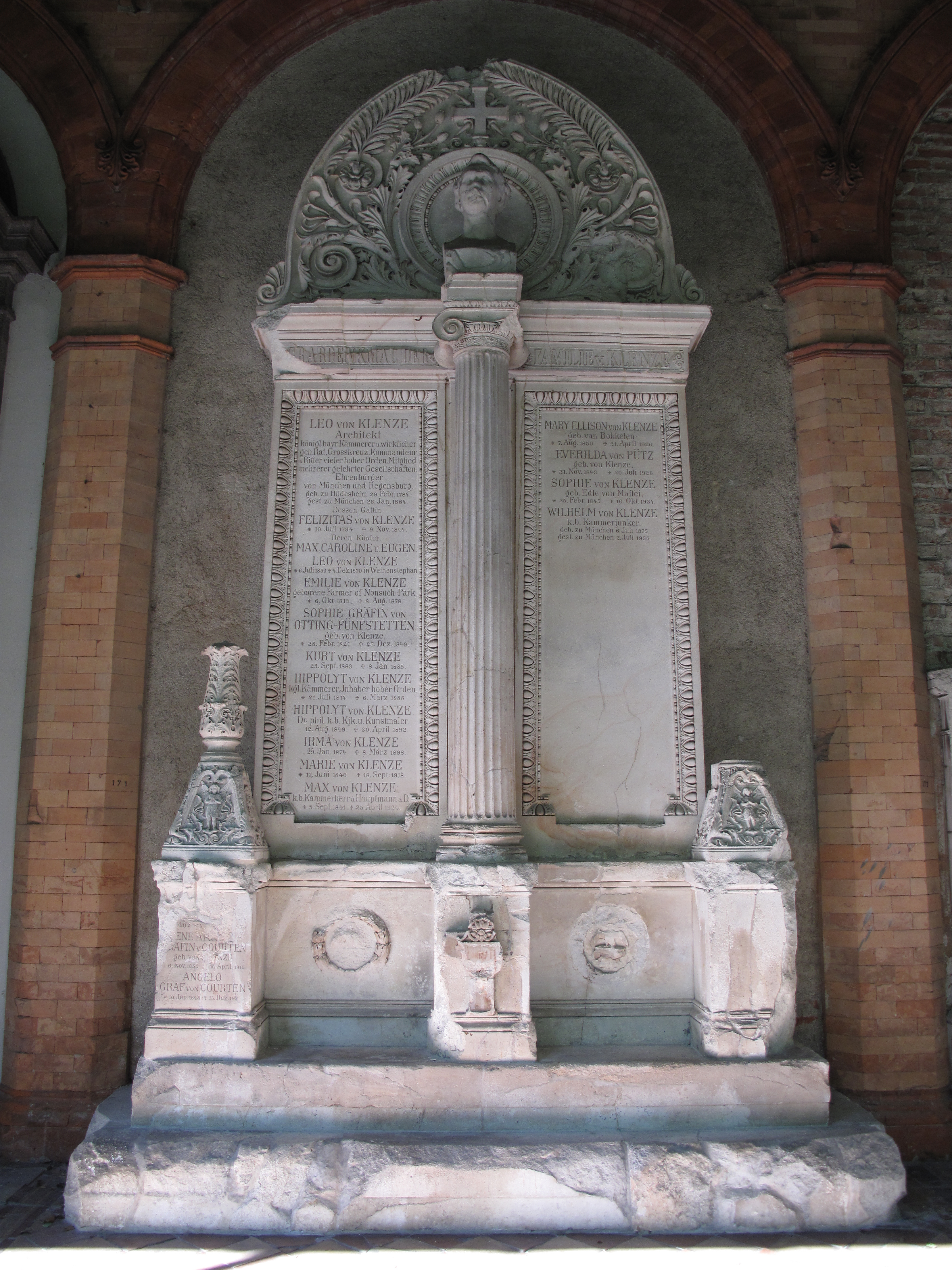
قبر كلينزه في ميونخ

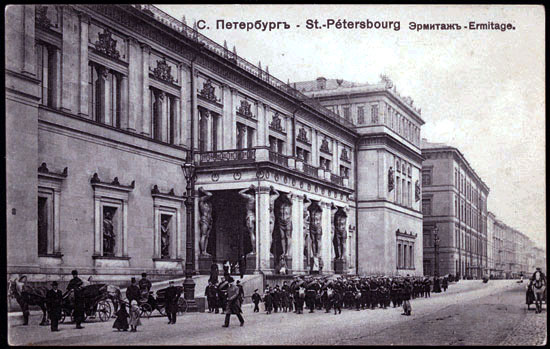
متحف هيرميتاج الجديد، يقع في سانت بطرسبرغ، روسيا وهو أول مُتحف في العالم مصمم خصيصاً ليجمع مجموعات الفنون المنزلية.

ليو فون كلينزه (أسمه الكامل:فرانز كارل ليوبولد فون كلينزه) (بالألمانية: Leo von Klenze)‏ ولد في 29 فبراير 1784، بوخلادن (Buchladen) بالقرب من شلادين وتوفي في 26 يناير 1864، ميونخ. وقد كان معماري، رسام وكاتب من الحركة الكلاسيكية الحديثة. مهندس محكمة لودفيغ الأول ملك بافاريا، ليو فون كلينزه كان من أهم الممثلين البارزين لحركة الإحياء الإغريقي للعمارة.

## أعمالة الملحوظة
- في ميونخ:
  - جليبوثيك (1816ــ1830)
  - مُتحف ألت بيناكوثيك (1826ــ1836)
  - ميونخ ريزيدنز ــ يضم كل من كولنسباخو، مهرجان قاعة البناء والكنيسة المحكمة (1826ــ1842)
  - معبد مونبتاروس في الحديقة الإنجليزية في ميونخ (1836)
  - بوابة بروبيلايا (1846ــ1862)
  - رومشال (1850)
  - مونبتاروس في حديقة قصر نيمفينبورغ
  - شارع لودفيغ، اوديونسبلاتز المتاخمة لويتلباشربلاتز
- قصر بيرغبارك فيلهلمشوه، يوجد في كاسل (1809ــ1810)
- قصر إسمانك (1816) بُني من أجل ابن زوجة نابليون الأول "يوجين دو بوارنيه" وزوجته.
- النصب التذكاري والهالا بالقرب من ريغنسبورغ (1816ــ1842)
- نيو بالاس في بابنهايم (1819ــ1820)
- متحف هيرميتاج في سانت بطرسبرغ، روسيا (1839ــ1852)
- كاتدرائية القديس ديونيسيوس الاريوباغي في أثينا، اليونان (1853ــ1865)
- بفراين سالو في كلهايم (1863)

## روابط خارجية
- ليو فون كلينزه على موقع الموسوعة البريطانية (الإنجليزية)